# Castelo de Castellote
O Castelo de Castellote localiza-se no município de Castellote, província de Teruel, na comunidade autónoma da Aragão, na Espanha.

## História
Trata-se de uma fortificação que pertenceu à Ordem do Templo, no contexto da Reconquista cristã da Península Ibérica.
Durante a Guerra Carlista, terá sofrido obras de remodelação e melhoramentos pelo tenente-coronel português Manuel Maria da Silva Brusco.
Actualmente, o castelo encontra-se em ruínas.